# 선덕랑
선덕랑(宣德郎)은 한국과 중국의 과거 관직, 또는 품계이다.
한국에서는 1076년, 고려에서 29등급 중 제19계였다가 1310년에 종6품계로 승급되었고 이후 고려 말까지 존재했다.